# Mō Ippon!
Mō Ippon! (もういっぽん!?), conocida como Ippon Again! en inglés, es una serie de manga japonés escrita e ilustrada por Yu Muraoka. Se ha serializado en la revista de manga Shūkan Shōnen Champion de Akita Shoten desde el 18 de octubre de 2018, y hasta el momento la serie se ha recopilado en dieciocho volúmenes tankōbon.
Una adaptación a serie de anime de Bakken Record se emitió entre enero y abril de 2023.

## Argumento
La historia sigue a Michi Sonoda, una judoka que planeó abandonar el deporte después de su último torneo de judo de secundaria hasta que su amiga Sanae Takigawa la invita a continuar juntas en la escuela secundaria.

## Personajes
Michi Sonoda (園田未知 Sonoda Michi?)
 Seiyū: Ayasa Itō
Sanae Takigawa (滝川早苗 Takigawa Sanae?)
 Seiyū: Yukari Anzai
Towa Hiura (氷浦永遠 Hiura Towa?)
 Seiyū: Chiyuki Miura
Anna Nagumo (南雲安奈 Nagumo Anna?)
 Seiyū: Nene Hieda

## Contenido de la obra

### Manga
Mō Ippon! es escrita e iluatrada por Yu Muraoka. La serie ha sido serializada en la revista de manga shōnen Shūkan Shōnen Champion de Akita Shoten desde el 18 de octubre de 2018. Akita Shoten ha recopilado sus capítulos en volúmenes tankōbon individuales. El primer volumen se lanzó el 8 de febrero de 2019, y hasta el momento se han publicado dieciocho volúmenes.
| Volúmenes de manga publicados | Volúmenes de manga publicados | Volúmenes de manga publicados |
| Número                        | Fecha de publicación          | ISBN                          |
| ----------------------------- | ----------------------------- | ----------------------------- |
| 1                             | 8 de febrero de 2019          | ISBN 978-4-253-22803-9        |
| 2                             | 8 de mayo de 2019             | ISBN 978-4-253-22804-6        |
| 3                             | 8 de julio de 2019            | ISBN 978-4-253-22805-3        |
| 4                             | 6 de septiembre de 2019       | ISBN 978-4-253-22817-6        |
| 5                             | 8 de noviembre de 2019        | ISBN 978-4-253-22818-3        |
| 6                             | 7 de febrero de 2020          | ISBN 978-4-253-22819-0        |
| 7                             | 8 de abril de 2020            | ISBN 978-4-253-22820-6        |
| 8                             | 8 de julio de 2020            | ISBN 978-4-253-22844-2        |
| 9                             | 8 de septiembre de 2020       | ISBN 978-4-253-22845-9        |
| 10                            | 8 de diciembre de 2020        | ISBN 978-4-253-21635-7        |
| 11                            | 8 de febrero de 2021          | ISBN 978-4-253-21639-5        |
| 12                            | 8 de abril de 2021            | ISBN 978-4-253-21640-1        |
| 13                            | 8 de julio de 2021            | ISBN 978-4-253-21712-5        |
| 14                            | 6 de agosto de 2021           | ISBN 978-4-253-21714-9        |
| 15                            | 8 de octubre de 2021          | ISBN 978-4-253-21724-8        |
| 16                            | 8 de diciembre de 2021        | ISBN 978-4-253-21868-9        |
| 17                            | 8 de marzo de 2022            | ISBN 978-4-253-21869-6        |
| 18                            | 6 de mayo de 2022             | ISBN 978-4-253-21870-2        |
| 19                            | 7 de julio de 2022            | ISBN 978-4-253-21871-9        |

### Anime
Se anunció una adaptación al anime en el decimotercer volumen del manga el 8 de julio de 2021. Más tarde se reveló que la serie sería producida por Bakken Record y dirigida por Ken Ogiwara, con Aya Satsuki a cargo de los guiones, Airi Takekawa diseñando los personajes y actuando como director de animación en jefe, y Shun Narita componiendo la música.
La serie se se emitió entre el 9 de enero y el 13 de abril de 2023, con 13 episodios. Sentai Filmworks obtuvo la licencia de la serie fuera de Asia, y lo transmitirá en Hidive.